# Verordnung (EU) Nr. 648/2012 (Marktinfrastrukturverordnung)
Die Verordnung (EU) Nr. 648/2012 (Marktinfrastrukturverordnung), Langname Verordnung (EU) Nr. 648/2012 des Europäischen Parlaments und des Rates vom 4. Juli 2012 über OTC-Derivate, zentrale Gegenparteien und Transaktionsregister, ist eine EU-Verordnung zur Regulierung des außerbörslichen Derivatehandels. Über die Abkürzung EMIR für die inoffizielle englische Bezeichnung European Market Infrastructure Regulation hat auch die Kurzbezeichnung EMIR-Verordnung weite Verbreitung gefunden. Die Verordnung regelt den außerbörslichen Handel mit Derivaten. Kern der Regulierung ist die Verpflichtung der Marktteilnehmer zum Clearing ihrer außerbörslichen Standard-Derivatgeschäfte über einen Zentralen Kontrahenten sowie die Meldung dieser Geschäfte an ein Transaktionsregister. Mit der Umsetzung der Marktinfrastrukturverordnung ist die Europäische Wertpapier- und Marktaufsichtsbehörde (ESMA) betraut.

## Geschichte
Am 15. September 2008 meldete die US-amerikanische Investmentbank Lehman Brothers Insolvenz an und verschärfte damit die globale Finanzkrise.
Die Staats- und Regierungschefs der führenden Industrienationen beschlossen im September 2009 im Rahmen des G-20-Gipfels von Pittsburgh, den außerbörslichen Derivatehandel („OTC-Derivatehandel“) transparenter und sicherer zu machen. Dazu sollten spätestens per Ende 2012 standardisierte OTC-Derivatgeschäfte über zentrale Kontrahenten (englisch central counterparties) abgewickelt werden. Für OTC-Derivatgeschäfte, die nicht durch das zentrale Clearing laufen, sollen dann höhere Kapitalanforderungen zur Kreditsicherung gelten. Alle OTC-Derivatgeschäfte sollen an Transaktionsregister (englisch trade repositories) gemeldet werden. Mit der Überwachung der Umsetzung wurde der Finanzstabilitätsrat (FSB) betraut.
Im Juli 2012 erließen Europäisches Parlament und Europäischer Rat die hier beschriebene Verordnung (EU) Nr. 648/2012 des Europäischen Parlaments und des Rates vom 4. Juli 2012 über OTC-Derivate, zentrale Gegenparteien und Transaktionsregister, mit deren Umsetzung die Europäische Wertpapier- und Marktaufsichtsbehörde (ESMA) beauftragt wurde.

## Inhalt der Verordnung
Wesentlicher Inhalt der Marktinfrastrukturverordnung sind drei Dinge:
1. Clearingpflicht: Standardisierte OTC-Derivatgeschäfte müssen über einen Zentralen Kontrahenten (englisch central counterparty, abgekürzt CCP) abgewickelt werden.
2. Risikomanagement: Auch für OTC-Derivatgeschäfte, die aufgrund ihrer Struktur nicht für das zentrale Clearing geeignet sind, haben die Vertragsparteien besondere Anforderungen an das Risikomanagement zu beachten.
3. Meldepflicht: Außerbörsliche Derivatgeschäfte sind an ein Transaktionsregister (englisch trade repository) zu melden.

Als clearing- und meldepflichtige Derivatgeschäfte (Optionen, Terminkontrakte, Swaps, Zinsausgleichsvereinbarungen und alle anderen Derivatkontrakte) im Sinne der Marktinfrastrukturverordnung gelten folgende Finanzinstrumente gemäß der Richtlinie 2014/65/EU über Märkte für Finanzinstrumente (Finanzmarktrichtlinie):
- Derivatgeschäfte in Bezug auf Wertpapiere, Währungen, Zinssätze oder -erträge, oder andere Derivat-Instrumente, finanzielle Indizes oder Messgrößen, die effektiv geliefert oder bar abgerechnet werden können,
- Derivatgeschäfte in Bezug auf Waren, die bar abgerechnet werden müssen oder auf Wunsch einer der Parteien bar abgerechnet werden können,
- Derivatgeschäfte in Bezug auf Waren, die effektiv geliefert werden können, vorausgesetzt, sie werden an einem geregelten Markt und/oder über ein MTF gehandelt,
- Sonstige Derivatgeschäfte in Bezug auf Waren, die effektiv geliefert werden können, nicht kommerziellen Zwecken dienen, und die Merkmale anderer derivativer Finanzinstrumente aufweisen,
- Derivatgeschäfte für den Transfer von Kreditrisiken,
- Finanzielle Differenzgeschäfte,
- Derivatgeschäfte in Bezug auf Klimavariablen, Frachtsätze, Emissionsberechtigungen, Inflationsraten und andere offizielle Wirtschaftsstatistiken, die bar abgerechnet werden müssen oder auf Wunsch einer der Parteien bar abgerechnet werden können.

Die Clearingpflicht gilt für Handelsteilnehmer aus dem Finanzbereich (englisch financial counterparties), die in der Europäischen Union der Finanzaufsicht unterliegen. Damit sind insbesondere Wertpapierhändler, Kreditinstitute, Versicherungsunternehmen (Sach und Leben), Rückversicherungsunternehmen, Investmentfonds gemäß OGAW-Richtlinie, Pensionsfonds sowie alternative Investmentfonds gemäß AIFM-Richtlinie eingeschlossen. Handelsteilnehmer aus dem Nicht-Finanzbereich („non-financial counterparties“) sollen ebenfalls der EMIR-Regulierung unterliegen, soweit dies „zweckmäßig“ ist. Praktisch gesehen soll die Clearingpflicht für diejenigen Handelsteilnehmer aus dem Nicht-Finanzbereich gelten, die in einem größeren Umfang Derivate einsetzen, die nicht nur der Absicherung der wirtschaftlichen Risiken ihrer Geschäftstätigkeit dienen. Von der Clearingpflicht ausgenommen werden kann hingegen die Absicherung von Risiken in direktem Zusammenhang mit den kommerziellen Aktivitäten oder der Finanzierung durch das Treasury eines Unternehmens.
Die Prüfung, ob ein Unternehmen clearingpflichtig ist, muss von allen Unternehmen durchgeführt werden, die mindestens eines der oben genannten Derivate besitzen. Für Unternehmen aus dem Nicht-Finanzbereich werden zur Prüfung, ob Derivate in einem größeren Umfang genutzt werden, Clearingschwellen in verschiedenen Derivateklassen definiert. Demnach gilt
1. für OTC-Kreditderivatekontrakte ein Bruttonennwert von 1 Mrd. EUR;
2. für OTC-Aktienderivatekontrakte ein Bruttonennwert von 1 Mrd. EUR;
3. für OTC-Zinsderivatekontrakte ein Bruttonennwert von 3 Mrd. EUR;
4. für OTC-Devisenderivatekontrakte ein Bruttonennwert von 3 Mrd. EUR;
5. für OTC-Warenderivatekontrakte und andere, unter den Ziffern 1 bis 4 nicht vorgesehene OTC-Derivatekontrakte ein Bruttonennwert von 3 Mrd. EUR.

## Umsetzung
Die EMIR-Verordnung trat zwanzig Tage nach Veröffentlichung im EU-Amtsblatt in Kraft, also am 16. August 2012. Am 27. September 2012 veröffentlichte die ESMA den finalen Entwurf für regulatorische (RTS) und technische (ITS) Standards als Durchführungsbestimmung von EMIR. Die Auswirkungen der Verordnung auf den deutschen Finanzplatz lassen sich noch nicht endgültig absehen. Abgesehen von technischen Umsetzungsproblemen zeichnet sich aber eine den deutschen Finanzplatz durchaus im Wettbewerb stärkende Wirkung ab.
In Deutschland wurde die Verordnung durch das EMIR-Ausführungsgesetz vom 13. Februar 2013 (BGBl. I S. 174) umgesetzt. Das Ausführungsgesetz änderte das Kreditwesengesetz, das Wertpapierhandelsgesetz, das Börsengesetz, das Versicherungsaufsichtsgesetz, das Investmentgesetz, die Verordnung über die Erhebung von Gebühren und die Umlegung von Kosten nach dem Finanzdienstleistungsaufsichtsgesetz, das Finanzdienstleistungsaufsichtsgesetz, das Finanzmarktstabilisierungsfondsgesetz und das Einführungsgesetz zur Insolvenzordnung. Es trat am 16. Februar 2013 in Kraft.